# Перегородка

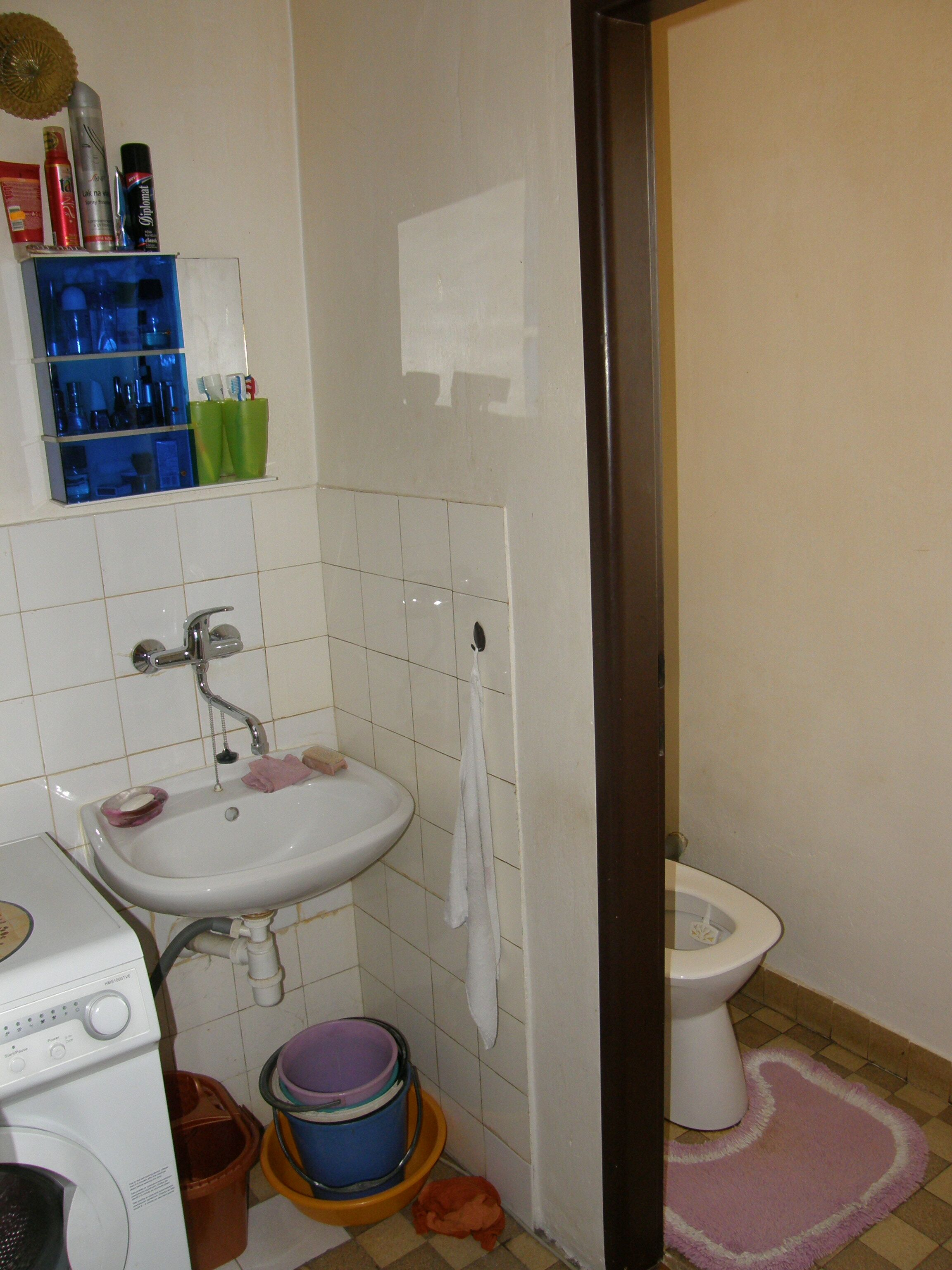
Перегородка в умивальні

Перегоро́дка — вертикальна внутрішня захисна конструкція, що в межах поверхів розділяє суміжні приміщення в будинку. Легкі перегородки ще називають пере́ділками.

## Основні вимоги до перегородок
Основними вимогами, що пред'являються до перегородок, є:
- економічність (у тому числі мала товщина і невелика вага);
- звукопроникність;
- вологостійкість;
- гігієнічність.

Залежно від призначення перегородок деякі з цих вимог можуть не враховуватися або враховуватися меншою мірою. Наприклад, міжквартирні перегородки порівняно з міжкімнатними повинні мати підвищену звукоізоляцію, а перегородки в санітарних вузлах — велику вологостійкість і найкращі санітарно-гігієнічні якості.

## Види перегородок
Перегородки бувають:
- панельні
- монолітні
- збірно-розбірні
за конструкцією:

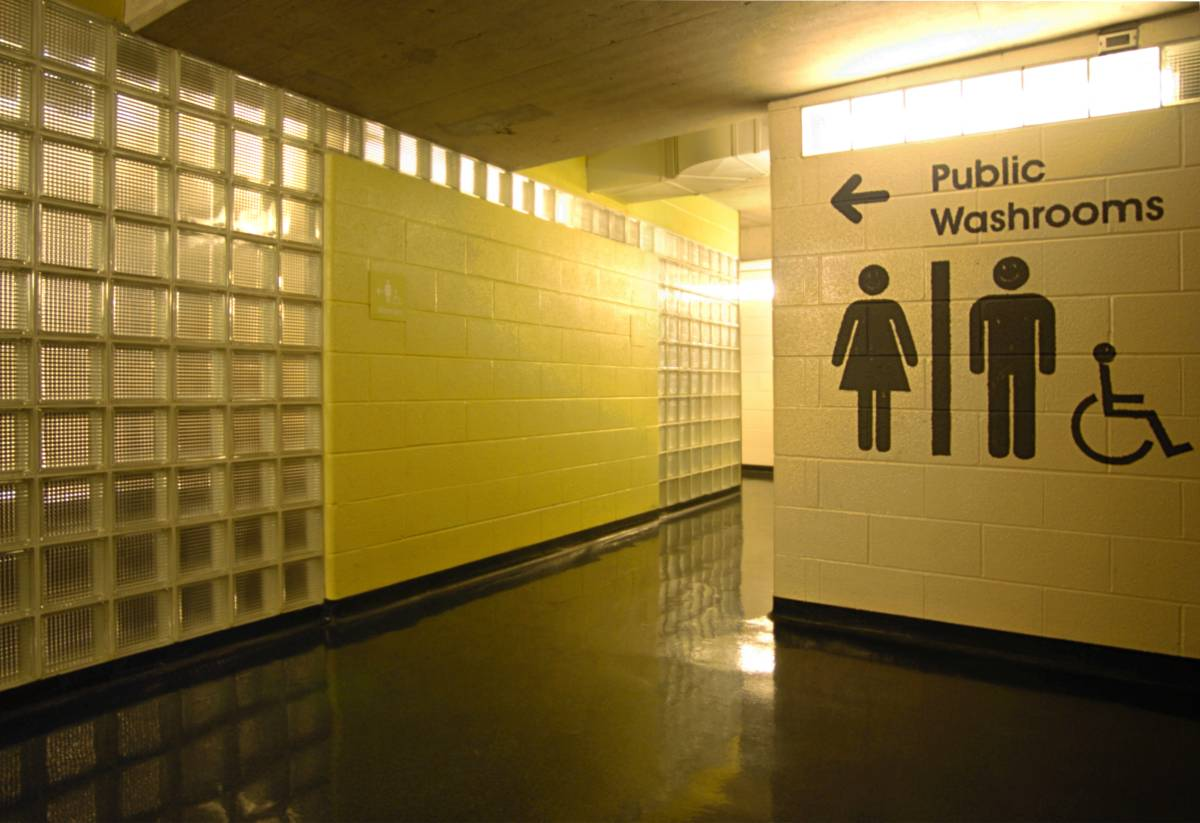
Перегородка зі скляних блоків

- суцільні та з прорізами, у тому числі які не доходять до стелі
конструктивно
- тримальні та нетримальні
- стаціонарні (положення яких незмінні)
- розсувні

## Матеріал перегородок
Перегородки зводяться з гіпсових, гіпсокартонних (збірно-розбірних), гіпсошлакобетонних, цементно-шлакових, деревинно-стружкових, фібролітових і керамічних плит, а також з цегли і дерева, скла, магнезитових плит тощо.
| Витрати паливно-енергетичних ресурсів на виготовлення 1 м² перегородок (включаючи витрати у суміжних галузях) | Витрати паливно-енергетичних ресурсів на виготовлення 1 м² перегородок (включаючи витрати у суміжних галузях) | Витрати паливно-енергетичних ресурсів на виготовлення 1 м² перегородок (включаючи витрати у суміжних галузях) | Витрати паливно-енергетичних ресурсів на виготовлення 1 м² перегородок (включаючи витрати у суміжних галузях) |
| Матеріал перегородки                                                                                          | Товщина, см                                                                                                   | Маса 1 м², кг                                                                                                 | Загальна енергоємність, кг умовного палива                                                                    |
| --- | --- | --- | --- |
| Керамзитобетон                                                                                                | 8 | 90 | 26 |
| Цегла глиняна                                                                                                 | 12,5 | 210 | 17 |
| Залізобетон                                                                                                   | 8—10 | 190 | 16 |
| Цегла силікатна                                                                                               | 12,5 | 7220 | 16 |
| Силікатобетон щільний                                                                                         | 10—12 | 215 | 15 |
| Чарунковий бетон                                                                                              | 8—10 | 55 | 14,5 |
| Гіпсокартонні листи                                                                                           | 10 | 35 | 7,4 |
| Гіпсокерамзитобетон                                                                                           | 8 | 90 | 7,2 |
| Гіпсові плити                                                                                                 | 8 | 80 | 5,7 |
| Гіпсові прокатні панелі                                                                                       | 8—10 | 110 | 5,1 |

## Кріплення
Кріпляться перегородки до стін і перекрить залежно від конструкції самих перегородок і елементів будівлі, до яких вони примикають.
Вони можуть кріпитися зверху, з боків, або одночасно по верху і з боків.
Кріпляться цвяхами, закріпками, вилковими скобами, анкерами та інше.

## Пересувні перегородки
Залежно від потреб та уподобань мешканців або працівників офісу, простір приміщення може також розділятися пересувними перегородками. До пересувних перегородок так само відносяться шафи-перегородки, які одночасно виконують функцію меблів.